# Austroflustra vulgaris
Austroflustra vulgaris is een mosdiertjessoort, de plaatsing in een familie is nog onzeker. De wetenschappelijke naam van de soort is, als Flustra vulgaris, voor het eerst geldig gepubliceerd in 1914 door Kluge.